# Badminton-Europameisterschaft 1992
Die 13. Badminton-Europameisterschaften fanden vom 12. bis zum 18. April 1992 in der Kelvin Hall in Glasgow in Schottland statt. Sie wurden von der European Badminton Union und Badminton Scotland ausgerichtet.

## Medaillengewinner
| Disziplin    | Gold                              | Silber                                 | Bronze                             |
| ------------ | --------------------------------- | -------------------------------------- | ---------------------------------- |
| Herreneinzel | Poul-Erik Høyer Larsen            | Thomas Stuer-Lauridsen                 | Peter Espersen                     |
| Herreneinzel | Poul-Erik Høyer Larsen            | Thomas Stuer-Lauridsen                 | Anders Nielsen                     |
| Dameneinzel  | Pernille Nedergaard               | Camilla Martin                         | Lim Xiaoqing                       |
| Dameneinzel  | Pernille Nedergaard               | Camilla Martin                         | Elena Rybkina                      |
| Herrendoppel | Jon Holst-Christensen Thomas Lund | Jan Paulsen Henrik Svarrer             | Pär-Gunnar Jönsson Peter Axelsson  |
| Herrendoppel | Jon Holst-Christensen Thomas Lund | Jan Paulsen Henrik Svarrer             | Stephan Kuhl Stefan Frey           |
| Damendoppel  | Lim Xiaoqing Christine Magnusson  | Marlene Thomsen Lisbet Stuer-Lauridsen | Sara Sankey Gillian Gowers         |
| Damendoppel  | Lim Xiaoqing Christine Magnusson  | Marlene Thomsen Lisbet Stuer-Lauridsen | Maria Bengtsson Catrine Bengtsson  |
| Mixed        | Thomas Lund Pernille Dupont       | Jon Holst-Christensen Grete Mogensen   | Ron Michels Sonja Mellink          |
| Mixed        | Thomas Lund Pernille Dupont       | Jon Holst-Christensen Grete Mogensen   | Pär-Gunnar Jönsson Maria Bengtsson |
| Teams        | Schweden                          | Dänemark                               | England                            |

## Herreneinzel

### Qualifikation
- Alain de Leeuw –  Mark Peard: 14-18 / 15-5 / 15-6
- David Serrano –  Bruce Topping: 11-15 / 15-1 / 15-6
- Thomas Wapp –  Kevin Scott: 15-10 / 9-15 / 18-16
- Ron Michels –  Andreas Pichler: 15-3 / 15-4
- Tony Tuominen –  Anton Klotzner: 15-2 / 15-9
- Ricardo Fernandes –  Sašo Zrnec: 15-4 / 15-1
- Christian Nyffenegger –  Craig Robertson: 15-7 / 14-18 / 15-11
- Markus Keck –  Stojan Ivantchev: 15-2 / 15-8
- Alain de Leeuw –  Antonis C. Lazarou: 15-3 / 15-4
- Bruce Flockhart –  Steven Yates: 15-4 / 15-7
- Dariusz Zięba –  David Serrano: 18-15 / 8-15 / 15-12
- Michael Helber –  Jean-Frédéric Massias: 15-12 / 15-4
- Thomas Wapp –  Jon Petur Zimsen: 15-3 / 15-11
- Fernando Silva –  Miha Šepec jr.: 15-9 / 15-2
- Ron Michels –  Iwan Iwanow: 15-2 / 15-1
- Guido Schänzler –  Attila Nagy: 15-12 / 15-0
- Pedro Vanneste –  Jacek Hankiewicz: 17-16 / 17-14
- Tony Tuominen –  Jim Mailer: 15-7 / 15-2
- Florin Balaban –  Jan Jurka: 11-15 / 17-16 / 15-3
- Ricardo Fernandes –  Nicolas Pissis: 15-6 / 15-0
- Mark Richards –  Antonio Miranda: 15-10 / 15-6
- Christian Nyffenegger –  Zsolt Kocsis: 15-9 / 15-4
- Michael Watt –  Stéphane Renault: 15-4 / 15-13
- Jürgen Koch –  Markus Keck: 18-17 / 18-17
- Bruce Flockhart –  Alain de Leeuw: 15-7 / 15-1
- Michael Helber –  Dariusz Zięba: 15-8 / 15-8
- Thomas Wapp –  Fernando Silva: 15-9 / 15-7
- Ron Michels –  Guido Schänzler: 7-15 / 15-11 / 18-15
- Pedro Vanneste –  Tony Tuominen: 15-12 / 15-9
- Ricardo Fernandes –  Florin Balaban: 15-6 / 15-10
- Christian Nyffenegger –  Mark Richards: 15-17 / 15-9 / 15-8
- Jürgen Koch –  Michael Watt: 15-4 / 2-15 / 15-4

### Hauptrunde
- Poul-Erik Høyer Larsen –  Hannes Fuchs: 15-9 / 15-5
- Patrik Andreasson –  Bruce Flockhart: 15-5 / 15-4
- Pontus Jäntti –  Chris Bruil: 15-13 / 15-5
- Peter Knowles –  Michael Helber: 15-3 / 18-17
- Peter Espersen –  Tor Egil Kristensen: 15-4 / 15-4
- Tomasz Mendrek –  Thomas Wapp: 15-5 / 15-2
- Ron Michels –  Peter Axelsson: 15-6 / 15-11
- Hans Sperre –  Mikhail Korshuk: 17-14 / 15-6
- Jeroen van Dijk –  Broddi Kristjánsson: 15-10 / 15-10
- Anders Nielsen –  Pedro Vanneste: 15-2 / 15-4
- Pawel Uwarow –  Ricardo Fernandes: 15-12 / 15-2
- Robert Liljequist –  Jens Olsson: 15-10 / 1-15 / 15-5
- Christian Nyffenegger –  Jim van Bouwel: 15-4 / 9-15 / 15-7
- Pierre Pelupessy –  Andrei Antropow: 2-15 / 17-15 / 18-15
- Rikard Magnusson –  Erik Lia: 15-4 / 17-14
- Thomas Stuer-Lauridsen –  Jürgen Koch: 15-4 / 15-5
- Poul-Erik Høyer Larsen –  Patrik Andreasson: 15-4 / 15-12
- Pontus Jäntti –  Peter Knowles: 15-7 / 15-3
- Peter Espersen –  Tomasz Mendrek: 15-10 / 15-4
- Hans Sperre –  Ron Michels: 15-10 / 12-15 / 15-11
- Anders Nielsen –  Jeroen van Dijk: 15-7 / 15-7
- Robert Liljequist –  Pawel Uwarow: 15-4 / 15-10
- Thomas Stuer-Lauridsen –  Rikard Magnusson: 15-8 / 15-10
- Christian Nyffenegger –  Pierre Pelupessy: w.o.
- Poul-Erik Høyer Larsen –  Pontus Jäntti: 15-11 / 15-7
- Peter Espersen –  Hans Sperre: 15-7 / 15-6
- Anders Nielsen –  Robert Liljequist: 15-4 / 14-17 / 15-13
- Thomas Stuer-Lauridsen –  Christian Nyffenegger: 15-2 / 15-1
- Poul-Erik Høyer Larsen –  Peter Espersen: 15-7 / 15-9
- Thomas Stuer-Lauridsen –  Anders Nielsen: 8-15 / 15-7 / 15-13
- Poul-Erik Høyer Larsen –  Thomas Stuer-Lauridsen: 15-10 / 15-10

## Dameneinzel

### Qualifikation
- Ciara Doheny –  Sigrun Ploner: 11-0 / 12-10
- Andrea Harsági –  Hilary Watt: 11-8 / 11-2
- Silvia Albrecht –  Ulrika von Pfaler: 11-1 / 12-9
- Kerstin Ubben –  Esther Sanz: 11-5 / 11-1
- Eva Lacinová –  Susanna Kauhanen: 12-10 / 11-5
- Camilla Silwer –  Erika Stich: 11-3 / 11-1
- Aileen Travers –  Ana Carina Anaya: 6-11 / 11-1 / 11-6
- Sabine Ploner –  Kelly Morgan: 12-11 / 12-10
- Ciara Doheny –  Petra Schrott: 11-5 / 11-1
- Nina Koho –  Elsa Nielsen: 11-2 / 11-5
- Andrea Harsági –  Matilda Kazantzian: 11-0 / 11-1
- Wioletta Wilk –  Gail Osborne: 11-3 / 11-2
- Julia Martynenko –  Silvia Albrecht: 11-9 / 11-3
- Sandra Dimbour –  Tove Hol: 11-4 / 11-4
- Kerstin Ubben –  Els Baert: 11-2 / 11-0
- Dana Matoušková –  Alice Oliveira: 11-8 / 7-11 / 11-6
- Sonja Mellink –  Rachael Phipps: 11-3 / 11-1
- Bożena Bąk –  Eva Lacinová: 11-0 / 8-11 / 11-2
- Csilla Fórián –  Annemie Buyse: 11-2 / 11-7
- Camilla Silwer –  Beate Dejaco: 11-0 / 11-3
- Katarzyna Krasowska –  Ása Pálsdóttir: 11-6 / 11-3
- Aileen Travers –  Helena Berimbau: 11-4 / 11-5
- Sonya McGinn –  Gry Kirsti Skjønhaug: 11-7 / 11-1
- Sabine Ploner –  Elena Iasonos: 11-2 / 11-2
- Nina Koho –  Ciara Doheny: 11-7 / 10-12 / 12-10
- Wioletta Wilk –  Andrea Harsági: 12-9 / 11-7
- Julia Martynenko –  Sandra Dimbour: 11-2 / 11-0
- Kerstin Ubben –  Dana Matoušková: 11-5 / 11-1
- Sonja Mellink –  Bożena Bąk: 12-9 / 6-11 / 11-4
- Csilla Fórián –  Camilla Silwer: 11-8 / 12-10
- Katarzyna Krasowska –  Aileen Travers: 12-10 / 11-8
- Sabine Ploner –  Sonya McGinn: 3-11 / 11-4 / 12-9

### Hauptrunde
- Lim Xiaoqing –  Nina Koho: 11-1 / 11-0
- Nicole Baldewein –  Peggy Mampaey: 11-2 / 11-0
- Helen Troke –  Wioletta Wilk: 11-2 / 11-4
- Erica van den Heuvel –  Natalja Ivanova: 8-11 / 11-8 / 11-3
- Monique Hoogland –  Julia Martynenko: 11-3 / 11-5
- Catrine Bengtsson –  Gillian Martin: 11-4 / 11-4
- Camilla Martin –  Kerstin Ubben: 11-3 / 11-5
- Joanne Muggeridge –  Victoria Wright: 11-2 / 11-1
- Fiona Elliott –  Bettina Villars: 11-2 / 11-0
- Elena Rybkina –  Sonja Mellink: 11-4 / 11-2
- Anne Gibson –  Csilla Fórián: 11-6 / 11-4
- Christine Magnusson –  Christelle Mol: 11-6 / 11-5
- Katrin Schmidt –  Diana Koleva: 11-1 / 11-0
- Astrid van der Knaap –  Katarzyna Krasowska: 11-8 / 11-5
- Suzanne Louis-Lane –  Astrid Crabo: 11-4 / 11-3
- Pernille Nedergaard –  Sabine Ploner: 11-7 / 11-5
- Lim Xiaoqing –  Nicole Baldewein: 11-1 / 11-4
- Erica van den Heuvel –  Helen Troke: 10-12 / 12-9 / 11-8
- Catrine Bengtsson –  Monique Hoogland: 11-4 / 9-11 / 11-6
- Camilla Martin –  Joanne Muggeridge: 11-5 / 11-3
- Elena Rybkina –  Fiona Elliott: 11-5 / 11-1
- Christine Magnusson –  Anne Gibson: 11-6 / 11-3
- Pernille Nedergaard –  Suzanne Louis-Lane: 11-2 / 11-7
- Katrin Schmidt –  Astrid van der Knaap: w.o.
- Lim Xiaoqing –  Erica van den Heuvel: 11-1 / 11-1
- Camilla Martin –  Catrine Bengtsson: 11-6 / 11-7
- Elena Rybkina –  Christine Magnusson: 11-5 / 7-11 / 11-7
- Pernille Nedergaard –  Katrin Schmidt: 8-11 / 11-5 / 11-0
- Camilla Martin –  Lim Xiaoqing: 11-7 / 12-10
- Pernille Nedergaard –  Elena Rybkina: 11-1 / 11-7
- Pernille Nedergaard –  Camilla Martin: 12-10 / 6-11 / 11-7

## Damendoppel
- Gry Kirsti Skjønhaug /  Camilla Silwer –  Tanja Egger /  Petra Schrott: 15-0 / 15-0
- Eva Lacinová /  Dana Matoušková –  Elena Iasonos /  Matilda Kazantzian: 15-2 / 15-12
- Bożena Bąk /  Wioletta Wilk –  Gabriele Kumpfmüller /  Brigitte Langthaler: 15-2 / 15-2
- Natalja Ivanova /  Julia Martynenko –  Sandra Dimbour /  Sandrine Lefèvre: 15-12 / 15-11
- Elinor Middlemiss /  Jennifer Williamson –  Silvia Albrecht /  Santi Wibowo: 15-6 / 18-16
- Marina Andrievskaia /  Marina Yakusheva –  Jillian Haldane /  Aileen Travers: 15-18 / 15-4 / 18-17
- Andrea Dakó /  Csilla Fórián –  Victoria Wright /  Diana Koleva: 15-12 / 13-15 / 15-9
- Bożena Haracz /  Beata Syta –  Susanna Kauhanen /  Elsa Nielsen: 15-9 / 15-1
- Hilary Tarleton /  Sarah Williams –  Beate Dejaco /  Petra Irsara: 15-6 / 15-2
- Sonya McGinn /  Jayne Plunkett –  Sabine Ploner /  Sigrun Ploner: 15-13 / 16-17 / 18-17
- Christine Magnusson /  Lim Xiaoqing –  Ciara Doheny /  Ann Stephens: 15-8 / 15-6
- Gry Kirsti Skjønhaug /  Camilla Silwer –  Ana Carina Anaya /  Esther Sanz: 18-17 / 15-4
- Katrin Schmidt /  Kerstin Ubben –  Kelly Morgan /  Rachael Phipps: 17-14 / 15-3
- Neli Boteva /  Emilia Dimitrova –  Eva Lacinová /  Dana Matoušková: 15-8 / 15-8
- Bożena Bąk /  Wioletta Wilk –  Gaelle Lanotte /  Peggy Mampaey: 15-4 / 15-6
- Pernille Dupont /  Grete Mogensen –  Nina Koho /  Ulrika von Pfaler: 15-4 / 15-11
- Natalja Ivanova /  Julia Martynenko –  Elinor Middlemiss /  Jennifer Williamson: 15-7 / 15-8
- Marina Andrievskaia /  Marina Yakusheva –  Andrea Dakó /  Csilla Fórián: 15-5 / 15-3
- Monique Hoogland /  Erica van den Heuvel –  Anne-Katrin Seid /  Nicole Baldewein: 9-15 / 15-2 / 15-12
- Bożena Haracz /  Beata Syta –  Virginie Delvingt /  Christelle Mol: 15-9 / 15-11
- Catrine Bengtsson /  Maria Bengtsson –  Tove Hol /  Lillian Olavesen: 15-6 / 15-4
- Hilary Tarleton /  Sarah Williams –  Els Baert /  Annemie Buyse: 7-15 / 15-4 / 15-1
- Lisbet Stuer-Lauridsen /  Marlene Thomsen –  Maria Gomes /  Sonia Lopes: 15-1 / 15-3
- Sonya McGinn /  Jayne Plunkett –  Þórdís Edwald /  Ása Pálsdóttir: 17-16 / 9-15 / 15-12
- Julie Bradbury /  Gillian Clark –  Yvonne Naef /  Bettina Villars: 15-5 / 15-1
- Gillian Gowers /  Sara Sankey –  Helena Berimbau /  Alice Oliveira: w.o.
- Christine Magnusson /  Lim Xiaoqing –  Gry Kirsti Skjønhaug /  Camilla Silwer: 15-6 / 15-2
- Katrin Schmidt /  Kerstin Ubben –  Neli Boteva /  Emilia Dimitrova: 15-4 / 15-11
- Gillian Gowers /  Sara Sankey –  Bożena Bąk /  Wioletta Wilk: 15-4 / 15-7
- Pernille Dupont /  Grete Mogensen –  Natalja Ivanova /  Julia Martynenko: 10-15 / 15-8 / 18-16
- Marina Andrievskaia /  Marina Yakusheva –  Monique Hoogland /  Erica van den Heuvel: 6-15 / 15-10 / 15-9
- Catrine Bengtsson /  Maria Bengtsson –  Bożena Haracz /  Beata Syta: 15-9 / 15-6
- Lisbet Stuer-Lauridsen /  Marlene Thomsen –  Hilary Tarleton /  Sarah Williams: 15-7 / 15-4
- Julie Bradbury /  Gillian Clark –  Sonya McGinn /  Jayne Plunkett: 15-3 / 15-1
- Christine Magnusson /  Lim Xiaoqing –  Katrin Schmidt /  Kerstin Ubben: 15-9 / 15-5
- Gillian Gowers /  Sara Sankey –  Pernille Dupont /  Grete Mogensen: 15-11 / 15-3
- Catrine Bengtsson /  Maria Bengtsson –  Marina Andrievskaia /  Marina Yakusheva: 15-7 / 15-1
- Lisbet Stuer-Lauridsen /  Marlene Thomsen –  Julie Bradbury /  Gillian Clark: 15-7 / 15-12
- Christine Magnusson /  Lim Xiaoqing –  Gillian Gowers /  Sara Sankey: 15-5 / 17-15
- Lisbet Stuer-Lauridsen /  Marlene Thomsen –  Catrine Bengtsson /  Maria Bengtsson: 9-15 / 18-16 / 15-3
- Christine Magnusson /  Lim Xiaoqing –  Lisbet Stuer-Lauridsen /  Marlene Thomsen: 8-15 / 15-11 / 15-8

## Herrendoppel
- Igor Dmitriev /  Mikhail Korshuk –  Stojan Ivantchev /  Anatoliy Skripko: 15-5 / 15-8
- Christophe Jeanjean /  Jean-Frédéric Massias –  Florin Balaban /  Jon Petur Zimsen: 15-2 / 15-12
- Harald Koch /  Jürgen Koch –  Robert Liljequist /  Tony Tuominen: 15-3 / 15-10
- Tor Egil Kristensen /  Trond Wåland –  Pedro Vanneste /  Filip Vigneron: 15-6 / 11-15 / 15-4
- Mark Peard /  Michael Watt –  Anton Klotzner /  Andreas Pichler: 15-4 / 15-3
- Rémy Matthey de l’Etang /  Thomas Wapp –  Alain de Leeuw /  Jim van Bouwel: 15-12 / 15-6
- Graham Henderson /  Bruce Topping –  Richárd Bánhidi /  Attila Nagy: 15-8 / 15-7
- Antonio Miranda /  David Serrano –  Jasen Borisov /  Iwan Iwanow: 15-7 / 15-4
- Ricardo Fernandes /  Fernando Silva –  Antonis C. Lazarou /  Nicolas Pissis: 15-1 / 15-0
- Stefan Frey /  Stephan Kuhl –  Heinz Fischer /  Hannes Fuchs: w.o.
- Jon Holst-Christensen /  Thomas Lund –  Jan Jurka /  Tomasz Mendrek: 15-1 / 15-4
- Nick Ponting /  Dave Wright –  Lawrence Chew Si Hock /  Christian Nyffenegger: 15-3 / 15-3
- Christophe Jeanjean /  Jean-Frédéric Massias –  Jaka Pelhan /  Sašo Zrnec: 15-2 / 15-1
- Peter Axelsson /  Pär-Gunnar Jönsson –  Antonio Lopes /  Marco Vasconcelos: 15-1 / 15-4
- Michael Helber /  Markus Keck –  Harald Koch /  Jürgen Koch: 15-10 / 15-7
- Russell Hogg /  Kenny Middlemiss –  Mark Richards /  Andrew Spencer: 15-13 / 15-6
- Tor Egil Kristensen /  Trond Wåland –  Mark Peard /  Michael Watt: 18-14 / 15-9
- Stefan Frey /  Stephan Kuhl –  Rémy Matthey de l’Etang /  Thomas Wapp: 15-4 / 15-8
- Andrei Antropow /  Nikolai Sujew –  Franck Panel /  Stéphane Renault: 15-4 / 15-11
- Jerzy Dołhan /  Jacek Hankiewicz –  Graham Henderson /  Bruce Topping: 15-5 / 7-15 / 15-3
- Jan-Eric Antonsson /  Stellan Österberg –  Erik Lia /  Hans Sperre: 15-8 / 11-15 / 15-5
- Árni Þór Hallgrímsson /  Broddi Kristjánsson –  Antonio Miranda /  David Serrano: 15-6 / 15-7
- Andy Goode /  Chris Hunt –  Christian Hinteregger /  Enrico La Rosa: 15-5 / 15-4
- Ricardo Fernandes /  Fernando Silva –  Geraint Lewis /  David Tonks: 15-5 / 18-13
- Jan Paulsen /  Henrik Svarrer –  Alastair Gatt /  Gordon Haldane: 15-8 / 15-6
- Igor Dmitriev /  Mikhail Korshuk –  Adrian Bak /  Dariusz Zięba: w.o.
- Jon Holst-Christensen /  Thomas Lund –  Igor Dmitriev /  Mikhail Korshuk: 15-0 / 15-4
- Nick Ponting /  Dave Wright –  Christophe Jeanjean /  Jean-Frédéric Massias: 15-3 / 15-3
- Peter Axelsson /  Pär-Gunnar Jönsson –  Michael Helber /  Markus Keck: 15-7 / 7-15 / 18-13
- Russell Hogg /  Kenny Middlemiss –  Tor Egil Kristensen /  Trond Wåland: 15-9 / 15-7
- Stefan Frey /  Stephan Kuhl –  Andrei Antropow /  Nikolai Sujew: 15-10 / 15-11
- Jan-Eric Antonsson /  Stellan Österberg –  Jerzy Dołhan /  Jacek Hankiewicz: 15-4 / 11-15 / 17-14
- Andy Goode /  Chris Hunt –  Árni Þór Hallgrímsson /  Broddi Kristjánsson: 15-7 / 15-11
- Jan Paulsen /  Henrik Svarrer –  Ricardo Fernandes /  Fernando Silva: 15-2 / 15-4
- Jon Holst-Christensen /  Thomas Lund –  Nick Ponting /  Dave Wright: 15-10 / 15-9
- Peter Axelsson /  Pär-Gunnar Jönsson –  Russell Hogg /  Kenny Middlemiss: 15-4 / 15-3
- Stefan Frey /  Stephan Kuhl –  Jan-Eric Antonsson /  Stellan Österberg: 7-15 / 18-16 / 15-12
- Jan Paulsen /  Henrik Svarrer –  Andy Goode /  Chris Hunt: 15-10 / 9-15 / 15-12
- Jon Holst-Christensen /  Thomas Lund –  Peter Axelsson /  Pär-Gunnar Jönsson: 18-15 / 10-15 / 15-5
- Jan Paulsen /  Henrik Svarrer –  Stefan Frey /  Stephan Kuhl: 15-1 / 15-5
- Jon Holst-Christensen /  Thomas Lund –  Jan Paulsen /  Henrik Svarrer: 15-9 / 15-5

## Mixed
- Thomas Lund /  Pernille Dupont –  Pawel Uwarow /  Marina Andrievskaia: 15-9 / 15-6
- Nikolai Sujew /  Marina Yakusheva –  Gordon Haldane /  Jillian Haldane: 15-10 / 15-10
- Lasse Lindelöf /  Ulrika von Pfaler –  Rémy Matthey de l’Etang /  Silvia Albrecht: 15-3 / 15-13
- Russell Hogg /  Aileen Travers –  Mark Peard /  Ciara Doheny: 15-3 / 15-12
- Jan-Eric Antonsson /  Astrid Crabo –  Tor Egil Kristensen /  Lillian Olavesen: 15-8 / 15-5
- Ron Michels /  Sonja Mellink –  Stefan Frey /  Christine Skropke: 15-6 / 15-5
- Michael Keck /  Anne-Katrin Seid –  Kenny Middlemiss /  Elinor Middlemiss: 15-11 / 18-14
- Nick Ponting /  Gillian Gowers –  Pedro Vanneste /  Annemie Buyse: 15-3 / 15-4
- Attila Nagy /  Csilla Fórián –  Mikhail Korshuk /  Natalja Ivanova: 15-1 / 15-8
- Pär-Gunnar Jönsson /  Maria Bengtsson –  Harald Koch /  Brigitte Langthaler: 15-4 / 15-7
- Geraint Lewis /  Sarah Williams –  Lawrence Chew Si Hock /  Santi Wibowo: 17-14 / 8-15 / 15-6
- Jan Paulsen /  Gillian Clark –  Jerzy Dołhan /  Bożena Haracz: 12-15 / 15-8 / 15-6
- Trond Wåland /  Camilla Silwer –  David Serrano /  Esther Sanz: 15-8 / 15-8
- Jon Holst-Christensen /  Grete Mogensen –  Markus Keck /  Kerstin Ubben: 15-7 / 15-9
- Andy Goode /  Julie Bradbury –  Stephan Kuhl /  Katrin Schmidt: w.o.
- Chris Hunt /  Sara Sankey –  Henrik Svarrer /  Marlene Thomsen: w.o.
- Thomas Lund /  Pernille Dupont –  Nikolai Sujew /  Marina Yakusheva: 15-1 / 15-6
- Andy Goode /  Julie Bradbury –  Lasse Lindelöf /  Ulrika von Pfaler: 15-9 / 15-10
- Chris Hunt /  Sara Sankey –  Russell Hogg /  Aileen Travers: 15-10 / 18-15
- Ron Michels /  Sonja Mellink –  Jan-Eric Antonsson /  Astrid Crabo: 15-4 / 15-11
- Nick Ponting /  Gillian Gowers –  Michael Keck /  Anne-Katrin Seid: 15-14 / 15-12
- Pär-Gunnar Jönsson /  Maria Bengtsson –  Attila Nagy /  Csilla Fórián: 15-2 / 15-7
- Jan Paulsen /  Gillian Clark –  Geraint Lewis /  Sarah Williams: 15-6 / 15-5
- Jon Holst-Christensen /  Grete Mogensen –  Trond Wåland /  Camilla Silwer: 15-5 / 15-4
- Ron Michels /  Sonja Mellink –  Chris Hunt /  Sara Sankey: 6-15 / 15-11 / 17-14
- Pär-Gunnar Jönsson /  Maria Bengtsson –  Nick Ponting /  Gillian Gowers: 15-11 / 15-10
- Jon Holst-Christensen /  Grete Mogensen –  Jan Paulsen /  Gillian Clark: 18-15 / 15-5
- Thomas Lund /  Pernille Dupont –  Andy Goode /  Julie Bradbury: w.o.
- Thomas Lund /  Pernille Dupont –  Ron Michels /  Sonja Mellink: 15-6 / 15-8
- Jon Holst-Christensen /  Grete Mogensen –  Pär-Gunnar Jönsson /  Maria Bengtsson: 15-6 / 15-11
- Thomas Lund /  Pernille Dupont –  Jon Holst-Christensen /  Grete Mogensen: 15-4 / 9-15 / 15-12

## Mannschaften

### Endstand
- 1.  Schweden
- 2.  Dänemark
- 3.  England
- 4.  GUS
- 5.  Schottland
- 6.  Niederlande
- 7.  Deutschland
- 8.  Polen
- 9.  Finnland
- 10.  Norwegen
- 11.  Wales
- 12.  Irland
- 13.  Island
- 14.  Bulgarien
- 15.  Frankreich
- 16.  Tschechoslowakei
- 17.  Österreich
- 18.  Belgien
- 19.  Schweiz
- 20.  Ungarn
- 21.  Spanien
- 22.  Portugal
- 23.  Italien
- 24.  Zypern

## Medaillenspiegel
| Pos | Land        | Gold | Silber | Bronze | Total |
| --- | ----------- | ---- | ------ | ------ | ----- |
| 1   | Dänemark    | 4    | 6      | 1      | 11    |
| 2   | Schweden    | 2    | 0      | 4      | 6     |
| 3   | England     | 0    | 0      | 3      | 3     |
| 4   | Deutschland | 0    | 0      | 1      | 1     |
| 4   | Niederlande | 0    | 0      | 1      | 1     |
| 4   | GUS         | 0    | 0      | 1      | 1     |